# Indija
Indija (uradno Republika Indija; hindi: भारत गणराज्य Bhārat gaṇarājya) je država v Južni Aziji. Po ustavi je parlamentarna federativna republika 28 zveznih držav in 7 zveznih ozemelj. Po geografski površini je na sedmem, po številu prebivalstva pa na prvem mestu med državami in tako demokracija z največ prebivalci na svetu. Na zahodu meji na Pakistan, na severovzhodu na Kitajsko, Nepal in Butan, na vzhodu pa na Bangladeš in Mjanmar. Njena obala, dolga 7517 kilometrov, meji na jugu na Indijski ocean, na zahodu na Arabsko morje ter na vzhodu na Bengalski zaliv. Bližnje države v Indijskem oceanu so Šrilanka, Maldivi in Indonezija.
Indijska podcelina, domovina indske civilizacije in področje zgodovinskih trgovskih poti in ogromnih imperijev, je večino svoje dolge zgodovine slovela po svojem gospodarskem in kulturnem bogastvu. Tu so nastale velike svetovne religije hinduizem, budizem, džainizem in sikhizem; zaratustrstvo, judovstvo, krščanstvo in islam, ki so prav tako v veliki meri oblikovali indijsko kulturo, pa so se sem razširili v prvem tisočletju našega štetja. Po aneksiji Britanske vzhodnoindijske družbe in britanski kolonizaciji sredi 19. stoletja je Indija leta 1947 po boju za neodvisnost s širokim nenasilnim uporom postala sodobna nacionalna država.
Indija ima dvanajsto največje gospodarstvo na svetu po tržnih deviznih tečajih in četrto največje po kupni moči. Gospodarske reforme so jo preoblikovale v drugo najhitreje rastoče gospodarstvo; kljub temu jo še vedno prizadeva visoka stopnja revščine, nepismenosti in nedohranjenosti. Poleg pluralistične, večjezične in večetnične družbe Indijo odlikuje tudi raznovrstnost živalstva in rastlinstva.

## Izvor imena
Ime Indija izvira iz imena Ind, to pa iz staroperzijske besede Hindu, iz sanskrtskega Sindhu, zgodovinskega krajevnega poimenovanja reke Ind. Stari Grki so Indijce imenovali Indoi (Ινδοί), ljudje Inda. Indijska ustava priznava kot enakovredno uradno ime tudi Bharat (, /bʰɑːrət̪/), sicer običajno poimenovanje države v številnih indijskih jezikih. Kot sopomenka za vso Indijo se občasno uporablja tudi beseda Hindustan, perzijski izraz za »Deželo hindujcev«, sicer zgodovinsko ime za Severno Indijo.

## Zgodovina
Najstarejši poznani sledovi ljudi v Indiji so kamenodobna skalnata zatočišča s poslikavami Bhimbetka v zvezni državi Madja Pradeš. Prve dokumentirane stalne naselbine so se pojavile pred okrog 9000 leti in se polagoma razvile v indsko civilizacijo, okrog 3300 pr. n. št. v zahodni Indiji. Sledilo ji je vedsko obdobje, ki se je končalo v 5. stoletju pr. n. št. in v katerem so nastali hinduizem ter nekateri drugi kulturni vidiki zgodnje indijske družbe. Od 500 pr. n. št. naprej so v Indiji nastala številna neodvisna kraljestva in republike, poznani kot mahadžanapade.
V 3. stoletju pr. n. št. se je večina Južne Azije pod Čandraguptom Maurjem združila v Maurijsko cesarstvo in se razcvetela pod Ašokom Velikim. Od 3. stoletja n. št. je v obdobju Guptskega imperija nastopilo obdobje, imenovano antična »indijska zlata doba«. V Južni Indiji so vladali Čalukji in Čoli. Pod njihovim pokroviteljstvom sta cveteli znanost, tehnika, umetnost, književnost, astronomija in filozofija.
Po vdorih iz Srednje Azije med 10. in 12. stoletjem je večina Severne Indije pripadla Delhijskemu sultanatu in pozneje Mogulskemu cesarstvu. Mogulski cesarji so svoje ozemlje razširili na večino indijske podceline. V Severovzhodni Indiji pa je bilo kot eno od redkih, ki so vzdržala mogulsko ekspanzijo, glavna sila ahomsko kraljestvo Asam.
V 16. stoletju so Indijo z namenom trgovanja začele obiskovati evropske države, npr. Portugalska, Nizozemska, Francija in Anglija ter pozneje izkoristile nesoglasja med indijskimi kraljestvi in v državi ustanovile kolonije. Do leta 1856 je bila večina Indije pod nadzorom Britanske vzhodnoindijske družbe. Leto pozneje se je začel vseindijski upor vojaških enot in kraljestev, imenovan Prva indijska vojna za neodvisnost ali Sepojski upor, in resno ogrozil oblast Britanske družbe, a se vendarle končal neuspešno. Indija je nato kot kolonija britanskega imperija prišla pod neposredno oblast britanske krone.
V prvi polovici 20. stoletja so Indijski narodni kongres in druge politične organizacije sprožile vsenarodni indijski boj za neodvisnost. V 1920-ih in 1930-ih letih so v gibanju, ki ga je v skladu z doktrino ahimse ali nenasilja vodil Mahatma Gandhi, v množičnih akcijah državljanske nepokorščine sodelovali milijoni protestnikov. 15. avgusta 1947 si je Indija končno priborila neodvisnost od britanske oblasti, vendar pa je bila v skladu z željami Zveze muslimanov razdeljena v neodvisni z religijo opredeljeni nacionalni državi Indijski dominion in Pakistanski dominion. Tri leta pozneje, 26. januarja 1950, je Indija postala republika in je začela veljati nova ustava.
V neodvisnosti Indijo pretresajo versko in s kastami povezano nasilje ter nemiri v nekaterih pokrajinah, ki pa jih država s toleranco in ustavnimi reformami uspešno obvladuje. Pomemben varnostni problem v Indiji je tudi terorizem, posebno v zvezni državi Džamu in Kašmir, v Severovzhodni Indiji in v velikih mestih, kot sta Delhi in Mumbaj. Poleg tega ima Indija nerešene ozemeljske spore s Kitajsko, zaradi katerih sta se državi leta 1962 tudi zapletli v kitajsko-indijsko vojno, ter s Pakistanom, kar je privedlo do vojne v letih 1947, 1965, 1971 in 1999. Indija je ustanovna članica Gibanja neuvrščenih in Združenih narodov (kot del Britanske Indije). Leta 1974 je Indija izvedla podzemni jedrski preizkus. Temu je leta 1998 sledilo še pet preizkusov, s čimer se je Indija uvrstila med države z jedrskim orožjem. Leta 1991 so obsežne gospodarske reforme Indija se je preobrazila v eno najhitreje rastočih gospodarstev na svetu, s čimer se je še povečal njen svetovni in regionalni vpliv.

## Upravna delitev
Indija je federativna republika osemindvajsetih zveznih držav in osmih zveznih ozemelj. Vse zvezne države ter zvezni ozemlji Puducherry in ozemlje državnega glavnega mesta Delhi imajo voljene vlade. Drugih pet ozemelj upravljajo z vrha nastavljeni uradniki in so pod neposredno oblastjo predsednika. Zvezne države so nastale leta 1956 z Odlokom o reorganizaciji zveznih držav na osnovi jezikovne sestave prebivalstva. Tedaj uzakonjena ureditev se je potem obdržala bolj ali manj nespremenjena. Vsaka zvezna država ali zvezno ozemlje se deli v osnovne oblastne in upravne enote, imenovane okrožja. Vseh okrožij je skoraj 600. Okrožja se delijo v tehsile, ti pa še v vasi.
Zvezne države:
| 1. Andra Pradeš 2. Arunačal Pradeš 3. Asam 4. Bihar 5. Čatisgar 6. Goa 7. Gudžarat 8. Harjana 9. Himačal Pradeš 10. Džamu in Kašmir 11. Džarkand 12. Karnataka 13. Kerala 14. Madža Pradeš 15. Maharaštra | 1. Manipur 2. Meghalaja 3. Mizoram 4. Nagaland 5. Orisa 6. Pandžab 7. Radžastan 8. Sikim 9. Tamil Nadu 10. Telangana 11. Tripura 12. Utar Pradeš 13. Utarakand 14. Zahodna Bengalija | Zvezna ozemlja: 1. Andamanski in Nikobarski otoki 2. Čandigar 3. Dadra in Nagar Haveli 4. Daman in Diu 5. Lakadivi 6. Ozemlje državnega glavnega mesta Delhi 7. Pudučeri |

Velika mesta: Mumbaj • Delhi • Bangalore • Kalkuta • Čenaj • Ahmedabad • Hiderabad • (druga)

## Geografija
Indija predstavlja večji del Indijske podceline, ki leži na vrhu indijske tektonske plošče, ki je del indo-avstralske plošče. Geološki procesi, ki opredeljujejo Indijo, so se začeli pred 75 milijoni let, ko se je Indijska plošča, takrat del južne superceline Gondvana, začela premikati proti severovzhodu, ki ga je povzročilo širjenje morskega dna proti njenemu jugozahodu in kasneje proti jugu in jugovzhodu. Istočasno se je obsežna oceanska skorja Tetida na njenem severovzhodu začela podrivati pod Evrazijsko ploščo. Ti dvojni procesi, ki jih poganja konvekcija v zemeljskem plašču, so ustvarili Indijski ocean in povzročili, da je indijska celinska skorja sčasoma potisnila pod Evrazijo in dvignila Himalajo. Takoj južno od nastajajoče Himalaje je gibanje plošč ustvarilo obsežno korito v obliki polmeseca, ki se je hitro napolnilo z rečnim sedimentom in zdaj predstavlja Indo-Gangeško nižino. Prvotna indijska plošča se prvič pojavi nad sedimentom v starodavnem pogorju Aravali, ki se razteza od grebena Delhi v jugozahodni smeri. Na zahodu leži puščava Thar, katere vzhodno širjenje ovira Aravali.
Preostala Indijska plošča je preživela kot Dekanski polotok, najstarejši in geološko najbolj stabilen del Indije. Razteza se daleč na sever do hribovja Satpura in Vindhya v osrednji Indiji. Te vzporedne verige potekajo od obale Arabskega morja v Gudžaratu na zahodu do s premogom bogatega višavja Chota Nagpur v Jharkhandu na vzhodu. Na jugu preostalo polotoško kopensko maso, Dekansko planoto, obdajajo na zahodu in vzhodu obalne verige, znane kot Zahodni in Vzhodni Gati; planota vsebuje najstarejše kamnite formacije v državi, nekatere stare več kot milijardo let. Tako sestavljena Indija leži severno od ekvatorja med 6° 44' in 35° 30' severne zemljepisne širine[m] ter 68° 7' in 97° 25' vzhodne zemljepisne dolžine.
Indijo, ki zavzema večino Indijske podceline lahko razdelimo na tri velike pokrajinske enote:
- Himalaja s predgorjem (najvišji vrh Indije je 8598 m visoka Kangčendzenga)
- Severnoindijsko nižavje je z rečnimi naplavinami zapolnjena udorina ob vznožju Himalaje. Dolga je okoli 3000 km in široka 250 do 400 km.
- Dekanski polotok je proti vzhodu nagnjena uravnava s tektonsko dvignjenimi robovi.

Indijska obala meri 7517 kilometrov; od te razdalje 5423 kilometrov pripada polotoku Indije in 2094 kilometrov otočnim verigam Andaman, Nicobar in Lakshadweep. Glede na indijske mornariške hidrografske karte celinsko obalo sestavljajo: 43 % peščenih plaž, 11% skalnate obale, vključno s pečinami in 46 % blatnih ravnin ali močvirnih obal.
Glavne reke himalajskega izvora, ki v veliki meri tečejo skozi Indijo, sta Ganges in Brahmaputra, obe pa se izlivata v Bengalski zaliv. Med pomembnimi pritoki Gangesa sta Jamuna in Kosi; izredno nizek gradient slednje, ki ga povzroča dolgotrajno odlaganje mulja, povzroča hude poplave in spremembe smeri. Glavne polotoške reke, katerih strmejši nakloni preprečujejo poplavljanje, so Godavari, Mahanadi, Kaveri in Krišna, ki se prav tako izlivajo v Bengalski zaliv; ter Narmada in Tapti, ki se izlivata v Arabsko morje. Obalne značilnosti so močvirnat Kački Ran v zahodni Indiji in aluvialna delta Sundarbans v vzhodni Indiji; slednjo si deli z Bangladešem. Indija ima dva arhipelaga: Lakadivi, koralni atol ob jugozahodni obali Indije; ter Andamanski in Nikobarski otoki, vulkanska veriga v Andamanskem morju.
Indijsko podnebje je pod močnim vplivom Himalaje in puščave Thar, ki poganjata gospodarsko in kulturno ključne poletne in zimske monsune. Himalaja preprečuje pihanje mrzlih srednjeazijskih katabatskih vetrov, zaradi česar je večji del indijske podceline toplejši od večine lokacij na podobnih zemljepisnih širinah. Puščava Thar ima ključno vlogo pri privabljanju z vlago obremenjenih jugozahodnih poletnih monsunskih vetrov, ki med junijem in oktobrom zagotavljajo večino padavin v Indiji. V Indiji prevladujejo štiri glavne podnebne skupine: vlažno tropsko, suho tropsko, vlažno subtropsko in montansko.
Temperature v Indiji so se med letoma 1901 in 2018 dvignile za 0,7 °C. Pogosto se domneva, da so vzrok podnebne spremembe v Indiji. Umik himalajskih ledenikov je negativno vplival na pretok glavnih himalajskih rek, vključno z Gangesom in Brahmaputro. Po nekaterih trenutnih projekcijah se bosta število in resnost suš v Indiji do konca tega stoletja izrazito povečala.

### Biotska raznovrstnost
Indija je država z veliko biotsko pestrostjo, izraz, ki se uporablja za 17 držav, ki kažejo visoko biotsko raznovrstnost in vsebujejo številne vrste, ki so izključno avtohtone ali endemične zanje. Indija je življenjski prostor za 8,6 % vseh vrst sesalcev, 13,7 % vrst ptic, 7,9 % vrst plazilcev, 6 % vrst dvoživk, 12,2 % ribjih vrst in 6,0 % vseh vrst cvetočih rastlin. Popolna tretjina indijskih rastlinskih vrst je endemičnih. Indija vsebuje tudi štiri od 34 svetovnih žarišč biotske raznovrstnosti ali regij, ki kažejo znatno izgubo habitata zaradi visokega endemizma.
Po uradnih statističnih podatkih je gozdna pokritost Indije 713.789 km², kar je 21,71 % celotne kopenske površine države. Nadalje ga je mogoče razdeliti v široke kategorije gostote krošenj ali deleža gozdne površine, ki jo pokrivajo drevesne krošnje. Zelo gost gozd, katerega gostota krošnje je večja od 70 %, zavzema 3,02 % ozemlja Indije. Prevladuje v tropskih vlažnih gozdovih Andamanskih otokov, Zahodnih Gatov in severovzhodne Indije. Zmerno gost gozd, katerega gostota krošnje je med 40 % in 70 %, zavzema 9,39 % ozemlja Indije. Prevladuje v zmernem iglastem gozdu Himalaje, vlažnem listnatem slanem gozdu vzhodne Indije in suhem listnatem tikovem gozdu osrednje in južne Indije. Odprti gozd, katerega gostota krošnje je med 10 % in 40 %, zavzema 9,26 % indijske kopenske površine. Indija ima dve naravni coni trnovega gozda, eno na Dekanski planoti, neposredno vzhodno od Zahodnih Gatov, in drugo v zahodnem delu Severnoindijskega nižavja, ki je zdaj zaradi namakanja spremenjena v bogato kmetijsko zemljo, njenih značilnosti pa niso več vidne.
Med pomembnimi avtohtonimi drevesi indijske podceline sta trpek Azadirachta indica ali neem, ki se pogosto uporablja v podeželski indijski zeliščni medicini, in bujni Ficus religiosa ali peepul, ki je prikazan na starodavnih pečatih Mohendžo-daro, in pod katerim je v palijskem kanonu zapisano, da je Buda iskal razsvetljenje.
Številne indijske vrste izvirajo iz Gondvane, južne superceline, od katere se je Indija ločila pred več kot 100 milijoni let. Kasnejši trk Indije z Evrazijo je sprožil množično izmenjavo vrst. Vendar pa so vulkanizem in podnebne spremembe kasneje povzročile izumrtje mnogih endemičnih indijskih oblik. Še kasneje so sesalci vstopili v Indijo iz Azije skozi dva zoogeografska prelaza, ki obdajata Himalajo. To je vplivalo na zmanjšanje endemizma med indijskimi sesalci, ki znaša 12,6 %, v nasprotju s 45,8 % med plazilci in 55,8 % med dvoživkami. Med endemiti sta ranljiva črni langur (Nilgiri Langur) in ogrožena krastača Duttaphrynus beddomii iz Zahodnih Gatov.
Indija vsebuje 172 ogroženih živalskih vrst, ki jih je IUCN označil za ogrožene, ali 2,9 % ogroženih oblik. Med njimi sta ogrožen bengalski tiger in gangeški delfin (Platanista gangetica). Kritično ogrožene vrste so: gangeški gavial, krokodil; velika indijska droplja (Ardeotis nigriceps); in sajasti plešec (Gyps bengalensis), ki je skoraj izumrl, ker je zaužil mrhovino goveda, zdravljenega z diklofenakom. Preden so jih v veliki meri uporabljali za poljedelstvo in izkrčili za naselitev ljudi, so bili trnovi gozdovi Pandžaba v presledkih pomešani z odprtimi travniki, na katerih so se pasle velike črede indijske antilope (Antilope cervicapra), ki jih je plenil azijski gepard (Acinonyx jubatus venaticus); antilopa, ki je v Pundžabu ni več, je zdaj resno ogrožena v Indiji, gepard pa je izumrl. Vsesplošno in ekološko uničujoče človeško poseganje v zadnjih desetletjih je kritično ogrozilo indijske divje živali. Kot odgovor se je sistem narodnih parkov in zavarovanih območij, ki je bil prvič ustanovljen leta 1935, bistveno razširil. Leta 1972 je Indija sprejela Zakon o zaščiti divjih živali in Projekt Tiger za zaščito ključne divjine; Zakon o ohranjanju gozdov je bil sprejet leta 1980, spremembe pa so bile dodane leta 1988. Indija gosti več kot petsto zavetišč za divje živali in osemnajst biosfernih rezervatov, od katerih so štirje del Svetovne mreže biosfernih rezervatov; petinsedemdeset mokrišč je registriranih po Ramsarski konvenciji.

## Demografija
| 1970 | 553.6  |
| 2000 | 1053,0 |
| 2016 | 1324.2 |

V začasnem popisu prebivalstva za leto 2011 je bilo prijavljenih 1.210.193.422 prebivalcev,  Indija je druga najbolj naseljena država na svetu. Njegovo prebivalstvo se je v obdobju 2001–2011 povečalo za 17,64%  v primerjavi z 21,54-odstotno rastjo v prejšnjem desetletju (1991–2001).  Razmerje med spoloma po podatkih popisa leta 2011 je 940 žensk na 1.000 moških.  Povprečna starost (median) je leta 2016 bila Od 2016 27,6   let.  Prvi popis po razglasitvi neodvisnosti, opravljen leta 1951, je naštel  361,1   milijonov prebivalcev.  Medicinski napredek zadnjih 50 let in povečana kmetijska produktivnost  zaradi " zelene revolucije ", sta vzrok za hitro rast prebivalstva.  Indija se na področju javnega zdravja še vedno sooča s številnimi izzivi.  
Pričakovana življenjska doba v Indiji je 68 let, pri ženskah  69,6 leta, pri moških pa 67,3 leta.  Na 100.000 Indijcev pride okoli 50 zdravnikov.  Migracija s podeželja v mesta je bila pomembna dinamika v nedavni zgodovini Indije. Število Indijcev, ki živijo na mestnih območjih, se je med letoma 1991 in 2001 povečalo za 31,2%.  Leta 2001 je več kot 70% še vedno živelo na podeželju.   Stopnja urbanizacije se je še od 27,81% v popisu leta 2001 povečala na 31,16% v popisu 2011. Upočasnitev v rasti prebivalstva je bila posledica močno zmanjšane rasti na podeželju od leta 1991.  Po popisu leta 2011 je v Indiji 53  mestnih aglomeracij  z več kot milijonom prebivalcev,  med drugim Mumbai , Delhi , Kolkata , Chennai , Bangalore , Hyderabad in Ahmedabad , v padajočem vrstnem redu po številu prebivalcev.  Stopnja pismenosti v letu 2011 je bila 74,04%: pri ženskag 65,46% in pri moških 82,14%.  Razlike v pismenosti med podeželjem in mestom, leta 2001 v višini 21,2 odstotne točke, se je leta 2011 zmanjšalo na 16,1 odstotkov-  Kerala je najbolj pismena država z 93,91% pismenosti; Bihar pa najmanj z 63,82%. 

### Jeziki
Indija je dom dveh večjih jezikovnih družin: indo-arijske (s približno 74% prebivalstva) in dravidske (okoli24% prebivalstva).  Drugi jeziki, ki se govorijo v Indiji, izhajajo iz avstroazijskih in kitajsko-tibetanskih jezikovnih družin.  Indija nima nacionalnega jezika.  Hindi , z največjim številom govorcev, je uradni jezik vlade.   Angleščina se v veliki meri uporablja pri poslovanju in upravljanju ter ima status "pomožnega uradnega jezika".  Pomembna je v izobraževanju, zlasti kot medij visokošolskega izobraževanja.  Vsaka država in zvezno področje ima en ali več uradnih jezikov, ustava pa priznava izrecno 22 "uradnih jezikov".

### Religije
Popis iz leta 2011 je pokazal, da je v Indiji  vera z največjim številom vernikov Hinduizem (79,80% prebivalstva), sledi pa mu islam (14,23%); nato pa krščanstvo (2,30%), sikhizem (1,72%), budizem (0,70%), džainizem (0,36%) in ostale vere  (0,9%).   Indija ima največje svetovno hindujsko, sikhsko, Jainsko, Zoroastrijo in Bahá'í populacijo in tretje največje muslimansko prebivalstvo - največje med državami z nemuslimansko večino.   
Hinduízem splošno velja za najstarejšo glavno svetovno religijo. Značilnost hinduizma je velika raznolikost verovanj, izvajanj in svetih besedil. Religija izvira iz starodavne vedske kulture, ki so jo na podcelino s sabo prinesli indoevropski arijci. Hinduizem je tretja najbolj razširjena vera. V hinduizmu se ukvarjajo z jogo. Poznajo štiri glavne vrste joge. Vsak si izbere tisto, ki najbolj ustreza njegovem značaju in starosti. Indija, ki je kulturno raznolika družba, slavi veliko različnih praznikov največkrat v obliki festivalov. Tako poleg treh nacionalnih državnih praznikov, indijske zvezne države praznujejo svoje praznike ali lokalne festivale glede na prevladujočo religijo ali jezikovno skupnost, Tako je dobro poznati Seznam državnih in javnih praznikov Indije, ki so predvsem obvezno spoštovani s strani javnih služb.

## Kultura
Kaste
Že od nekdaj so Indijci razdeljeni na štiri osnovne kaste, ki se delijo na še številčnejše podkaste, pripadniki različnih kast pa se med seboj ne smejo mešati. Ljudje v posameznih kastah smejo opravljati samo zanje določena dela.

### Prehrana
Različne vere povečujejo razlike prehranjevanja. Vsi pa jedo ribe, različna žita, zlasti riž, sadje in zelenjavo. V Indiji iz pšenice pripravljajo kašo, največ pa indijski kruh, ki ga delajo brez kvasa. Govejega mesa ne smejo uživati zaradi vere, ostale vrste mesa pa so za velik del prebivalstva predraga hrana. Med indijskimi jedmi slovijo zlasti tiste, ki so pripravljene s karijem in mešanico različnih začimb. Prav tako so znane tudi različne riževe jedi. Veliko pojedo rib, skoraj vsaka vas ob reki ali morju ima svoj naravni ali umetni ribnik. Najbolj priljubljena pijača je čaj. Indijci močno pazijo na kvaliteto čaja in na pravilno pripravo.

## Unescova dediščina
Organizacija Združenih narodov za izobraževanje, znanost in kulturo (UNESCO) označuje območja svetovne dediščine izjemne univerzalne vrednosti za kulturno ali naravno dediščino, ki so jih predlagale države podpisnice Unescove konvencije o svetovni dediščini, ustanovljene leta 1972. Kulturno dediščino sestavljajo spomeniki (kot so arhitekturna dela, monumentalne skulpture ali napisi), skupine zgradb in najdišča (vključno z arheološkimi najdišči). Naravne značilnosti (ki jih sestavljajo fizične in biološke formacije), geološke in fiziografske formacije (vključno s habitati ogroženih vrst živali in rastlin) ter naravna območja, ki so pomembna z vidika znanosti, ohranjanja ali naravne lepote, so opredeljena kot naravna dediščina. Indija je konvencijo sprejela 14. novembra 1977, zaradi česar so bila njena območja upravičena do vključitve na seznam.
Od leta 2022 je v Indiji 40 območij svetovne dediščine. Od tega jih je 32 kulturnih, 7 naravnih in eden, narodni park Kangčendzenga, je mešanega tipa. Indija ima šesto največje število lokacij na svetu. Prva mesta, ki so bila uvrščena na seznam, so bile jame Adžanta, jame Elora, utrdba Agra in Tadž Mahal, ki so bile vse vpisane na zasedanju Odbora za svetovno dediščino leta 1983. Najnovejša navedena lokacija je bila Dholavira leta 2021. V različnih obdobjih sta bili dve mesti uvrščeni na seznam ogroženih: zavetišče za divje živali Manas je bilo uvrščeno na seznam med letoma 1992 in 2011 zaradi divjega lova in dejavnosti milic Bodo, spomeniki v Hampiju pa so bili uvrščeni na seznam med letoma 1999 in 2006 zaradi tveganj povečanega prometa in novogradenj v okolici. Eno mesto je transnacionalno, Arhitekturno delo Le Corbusierja si deli s šestimi drugimi državami. Poleg tega ima Indija na svojem poskusnem seznamu 52 območij.